# Károly Gombos (Biathlet)
Károly Gombos (* 3. Oktober 1981) ist ein ehemaliger ungarischer Biathlet und Skilangläufer.
Károly Gombos hat in Budapest Wein- und Gartenbau studiert und arbeitete in Frankreich als Winzermeister. Seit 2012 hat er ein Ferienhaus in Ramsau am Dachstein. Der Athlet vom Skiklub Gyvsc debütierte 2005 als 102.-Platzierter bei einem Sprintrennen in Obertilliach im Biathlon-Europacup. Gegen Ende der Saison erreichte er in Gurnigel schon einen 24. Platz im Sprint in einem allerdings nur schwach besetzten Wettbewerb. Zum Beginn der Saison 2006/07 gab der Ungar in Östersund sein Biathlon-Weltcup-Einstand. Beim Einzel kam er auf den 112. und damit letzten, im Sprint auf den 114. und damit vorletzten Platz. Erste einstellige Ergebnisse erreichte er zum Ende der Saison in Lahti. Während Gombos im Weltcup zumeist als einer der Letzten ins Ziel kam, konnte er sich im Europacup stetig verbessern. Höhepunkt der Saison wurde die Teilnahme an den Biathlon-Weltmeisterschaften 2007 in Antholz, wo der Ungar 111. im Sprint und 100. im Einzel wurde. Zur nächsten Saison konnte Gombos in einem Verfolgungsrennen in Bansko als 16. seine beste Platzierung im Europacup erreichen. Weltcup-Einsätze hatte der Ungar in der Saison nicht, doch wurde er in Östersund erneut bei Biathlon-Weltmeisterschaften 2008 eingesetzt und lief dort auf Platz 92 im Einzel und 94 im Sprint. Eine Woche später lief er auch bei den Biathlon-Europameisterschaften 2008 in Nové Město na Moravě und kam dort auf Platz 50 im Einzel und 73 im Sprint. Bei den Sommerbiathlon-Weltmeisterschaften 2008 in Haute-Maurienne lief Gombos in den Cross-Wettbewerben auf Platz 20 im Sprint und 22 in der Verfolgung. Auf Rollskiern wurde er im Sprint 38.
In der Saison 2008/09 erreichte Gombos mit 87. Plätzen in Einzel und Sprint seine besten Resultate im Weltcup. Bei den Biathlon-Weltmeisterschaften 2009 in Pyeongchang erreichte der Ungar den 104. Platz im Einzel und wurde 95. im Sprint. Im weiteren Verlauf des Jahres nahm er an den Sommerbiathlon-Weltmeisterschaften 2009 in Oberhof teil und wurde dort in den Crosslauf-Wettbewerben 40. im Sprint und 38. in der Verfolgung sowie 61. im Skiroller-Sprint. Für die Olympischen Spiele 2010 in Vancouver konnte sich Gombos nicht qualifizieren, erst 2011 nahm er wieder an den Weltmeisterschaften in Chanty-Mansijsk teil und lief dort auf die Ränge 97 im Einzel und 109 im Sprint. Die Sommerbiathlon-Europameisterschaften 2011 in Martell brachte die für, einen ungarischen Biathleten, sehr guten Platzierungen 12 im Sprint und 20 in der Verfolgung ein. Bei den Biathlon-Weltmeisterschaften 2012 in Ruhpolding wurde Gombos 111. des Einzels und 117. des Sprints. In den folgenden Jahren belegte er bei den Biathlon-Weltmeisterschaften 2013 in Nové Město den 116. Platz im Sprint sowie den 101. Rang im Einzel, bei den Biathlon-Weltmeisterschaften 2015 in Kontiolahti den 102. Platz im Sprint sowie den 94. Rang im Einzel und bei den Biathlon-Weltmeisterschaften 2016 in Oslo den 97. Platz im Einzel sowie den 96. Rang im Sprint. Zudem lief er bei den Olympischen Winterspielen 2014 in Sotschi auf den 87. Platz im Einzel und auf den 78. Rang im Sprint. Bei Europameisterschaften errang er bei den Biathlon-Europameisterschaften 2015 in Otepää den 81. Platz im Einzel sowie den 65. Platz im Sprint und bei den Biathlon-Europameisterschaften 2016 in Tjumen den 65. Platz im Sprint sowie den 13. Platz in der Single Mixed Staffel. Letztmals international startete er bei den Biathlon-Weltmeisterschaften 2017 in Hochfilzen. Dort belegte er den 95. Platz im Einzel und den 91. Rang im Sprint.
Im Skilanglauf trat Gombos im Sprint bei den Nordischen Skiweltmeisterschaften 2009 in Liberec an und belegte den 81. Platz. Bei den Nordischen Skiweltmeisterschaften 2011 in Oslo über 15 km klassisch und bei den Nordischen Skiweltmeisterschaften 2013 im Val di Fiemme über 15 km Freistil errang er jeweils den 103. Platz. Zudem nahm er bei den Nordischen Skiweltmeisterschaften 2015 in Falun teil, wobei er den 105. Platz im Sprint und zusammen mit Ádám Kónya den 26. Platz im Teamsprint errang. Letztmals im Skilanglauf startete er bei den Nordischen Skiweltmeisterschaften 2017 in Lahti. Dort kam er auf den 103. Platz im Sprint.

## Biathlon-Weltcup-Platzierungen
Die Tabelle zeigt alle Platzierungen (je nach Austragungsjahr einschließlich Olympische Spiele und Weltmeisterschaften).
- 1.–3. Platz: Anzahl der Podiumsplatzierungen
- Top 10: Anzahl der Platzierungen unter den ersten zehn (einschließlich Podium)
- Punkteränge: Anzahl der Platzierungen innerhalb der Punkteränge (einschließlich Podium und Top 10)
- Starts: Anzahl gelaufener Rennen in der jeweiligen Disziplin
- Staffel: inklusive Mixed- und Single-Mixed-Staffeln

| Platzierung         | Einzel | Sprint | Verfolgung | Massenstart | Staffel | Gesamt |
| ------------------- | ------ | ------ | ---------- | ----------- | ------- | ------ |
| 1. Platz            |        |        |            |             |         |        |
| 2. Platz            |        |        |            |             |         |        |
| 3. Platz            |        |        |            |             |         |        |
| Top 10              |        |        |            |             |         |        |
| Punkteränge         |        |        |            |             | 1       | 1      |
| Starts              | 21     | 33     |            |             | 1       | 55     |
| Stand: Karriereende |        |        |            |             |         |        |